# Stratencircuit

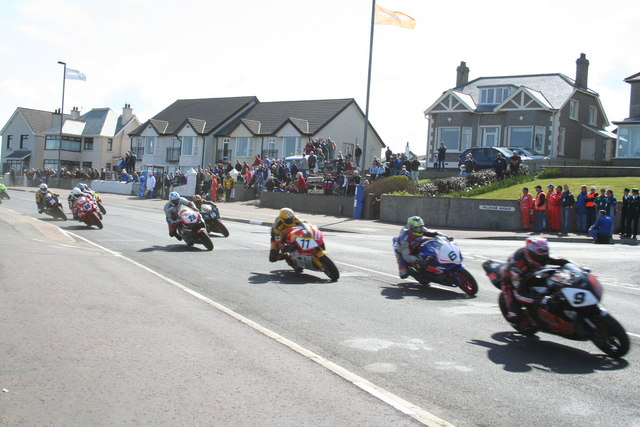
Deelnemers aan de North West 200 komen door Cottisford (Noord-Ierland)

Een stratencircuit is een racecircuit voor auto's of motorfietsen dat is aangelegd op de openbare weg.
Wegrace is in feite op openbare wegen ontstaan. Stratencircuits waren erg in zwang tot de jaren zeventig. Veel ernstige ongevallen zorgden ervoor dat er steeds minder gebruik van werd gemaakt. De TT-races in Assen werden aanvankelijk ook op boerenweggetjes gereden, die zelfs niet overal verhard waren. Het bekendste (en beruchtste) stratencircuit is de Snaefell Mountain Course op het Eiland Man (60 km openbare weg). De races hier ontstonden omdat op dit eiland geen maximumsnelheid geldt. Ook het circuit in Monaco is een bekend stratencircuit, waar ook nog steeds Formule 1-wedstrijden worden verreden.
België kende ook een aantal beroemde en beruchte stratencircuits waar in de jaren 70 de zogenaamde "Internationale koersen" op werden verreden. Het waren motorraces in de verschillende categorieën die openstonden voor racers uit de hele wereld. Bekendheden als Barry Sheene en Toni Mang kwamen naar circuits in de Ardennen en aan de kust om er hun krachten te meten. Plaatsen als Gistel, Oostende, Chimay en Gedinne waren de plaatsen waar zij elkaar bevochten. 
Racen op een stratencicuit is niet aan iedereen gegeven want er is een flinke dosis moed voor nodig om met snelheden van tegen de 200 km/u tussen huizen en weilanden door te razen. Het racen op een stratencircuit is ook niet zonder gevaar. Op een volwaardig circuit zijn meestal uitloopzones en grindbakken aanwezig als een coureur de baan verlaat zodat een gemaakte fout tijdens het rijden niet altijd hoeft te leiden tot een crash. Hierdoor is ook het gevaar voor levensbedreigende ongevallen op een volwaardig circuit minder groot.